# Évosmos
Évosmos (grec moderne : Εύοσμος) est une ancienne municipalité située en Macédoine-Centrale dans le nord de la Grèce. Elle comptait 52 624 habitants en 2001.